# شهرستان کیپ می (نیوجرسی)
شهرستان کیپ می، نیوجرسی (به انگلیسی: Cape May County, New Jersey) یک سکونتگاه مسکونی در ایالات متحده آمریکا است که در نیوجرسی واقع شده‌است.